# 蓝黑草鹀
蓝黑草鹀（学名：Volatinia jacarina），是雀形目唐纳雀科的一种鸟类，属于单型的蓝黑草鹀属（学名：Volatinia）。
蓝黑草鹀体重约9.94克，翼长约47.8毫米，喙宽度约4.3毫米，喙厚度约5.6毫米，嘴峰长约10.4毫米，跗蹠长约16.8毫米，尾长约42.8毫米。
蓝黑草鹀是留鸟，栖息在城市公园等人工环境，它们是植食性动物，主要以植物的种子或坚果为食。

## 亚种
- V. j. splendens，分布在墨西哥北部至南美洲北部、格林纳达、特立尼达和多巴哥。
- V. j. peruviensis，分布在厄瓜多尔、秘鲁和智利北部。
- V. j. jacarina，分布在秘鲁东南部至玻利维亚东部、巴拉圭、巴西中部和东部以及阿根廷北部。[4]